# Cantamare
Il Festival del Cantamare, noto semplicemente come Il Cantamare, è una manifestazione canora che ha luogo ogni anno in Sicilia, a partire dal 1978. Le tre città presso le quali si svolge il festival sono Trapani, Palermo e soprattutto Cefalù.

## Storia
Il Cantamare è stato fondato nel 1978 da Gianni Contino. Fin dal primo anno di fondazione hanno partecipato numerosissimi artisti musicali di ogni tipo di genere, maggiormente il pop e la musica leggera come Mal dei Primitives, Gianni Morandi, Mario Anzidei, Flavia Fortunato e tanti altri. I cantanti non devono obbligatoriamente presentare un loro brano inedito, quindi possono interpretare anche una loro canzone pubblicata già prima della partecipazione del festival, oppure possono anche avere l'opportunità di interpretare una canzone di un altro artista. Il partecipante può eseguire anche più di un brano e può essere presentato anche come ospite, quindi senza partecipare per il raggiungimento della vittoria. La data della manifestazione ha sempre variato di anno in anno. In alcune edizioni, non c'è gara. La manifestazione si è sempre tenuta a Palermo, Trapani e maggiormente a Cefalù, città presso la quale è stata fondata. Colui che vincerà, avrà anche come premio un viaggio a New York, dove oltre a godersi la vacanza potrà anche esibirsi. Il primo conduttore del festival è stato il suo fondatore, ovvero Gianni Contino, che condurrà le prime quattro edizioni.

### Conduttori
Il primo conduttore della manifestazione fu Gianni Contino, al quale seguì Jocelyn Hattab. Negli anni successivi si alternarono diversi volti dello spettacolo, tra i quali Flavia Fortunato, Nadia Bengala, Nico dei Gabbiani e Valerio Merola.